# Almhof
Almhof ist eine Einöde in der Gemarkung Pfaffenhofen an der Zusam der Gemeinde Buttenwiesen im schwäbischen Landkreis Dillingen an der Donau. Der Hof liegt eineinhalb Kilometer westlich von Pfaffenhofen am Nordfuß des Thürlesbergs.

## Geschichte
Almhof wurde erst 1904/09 gegründet und war bis 1928 ein genossenschaftlicher Hof des Zuchtverbandes für das schwäbische Fleckvieh. Die Bezeichnung Alm deutet an, dass ähnlich wie auf den Almen in den Alpen Jungviehzucht betrieben wurde.
Zur Volkszählung am 25. Mai 1987 hatte die Einöde 12 Einwohner.